# Agios Jarálambos
Agios Jarálambos (en griego, Άγιος Χαράλαμπος) es un pueblo de Grecia ubicado en la isla de Creta. Pertenece a la unidad periférica de Lasithi, al municipio de Meseta de Lasithi y a la comunidad local de Kato Metoji. En el año 2011 contaba con una población de 36 habitantes. Anteriormente se llamaba Gerontomuri.

## Cueva de Agios Jarálambos

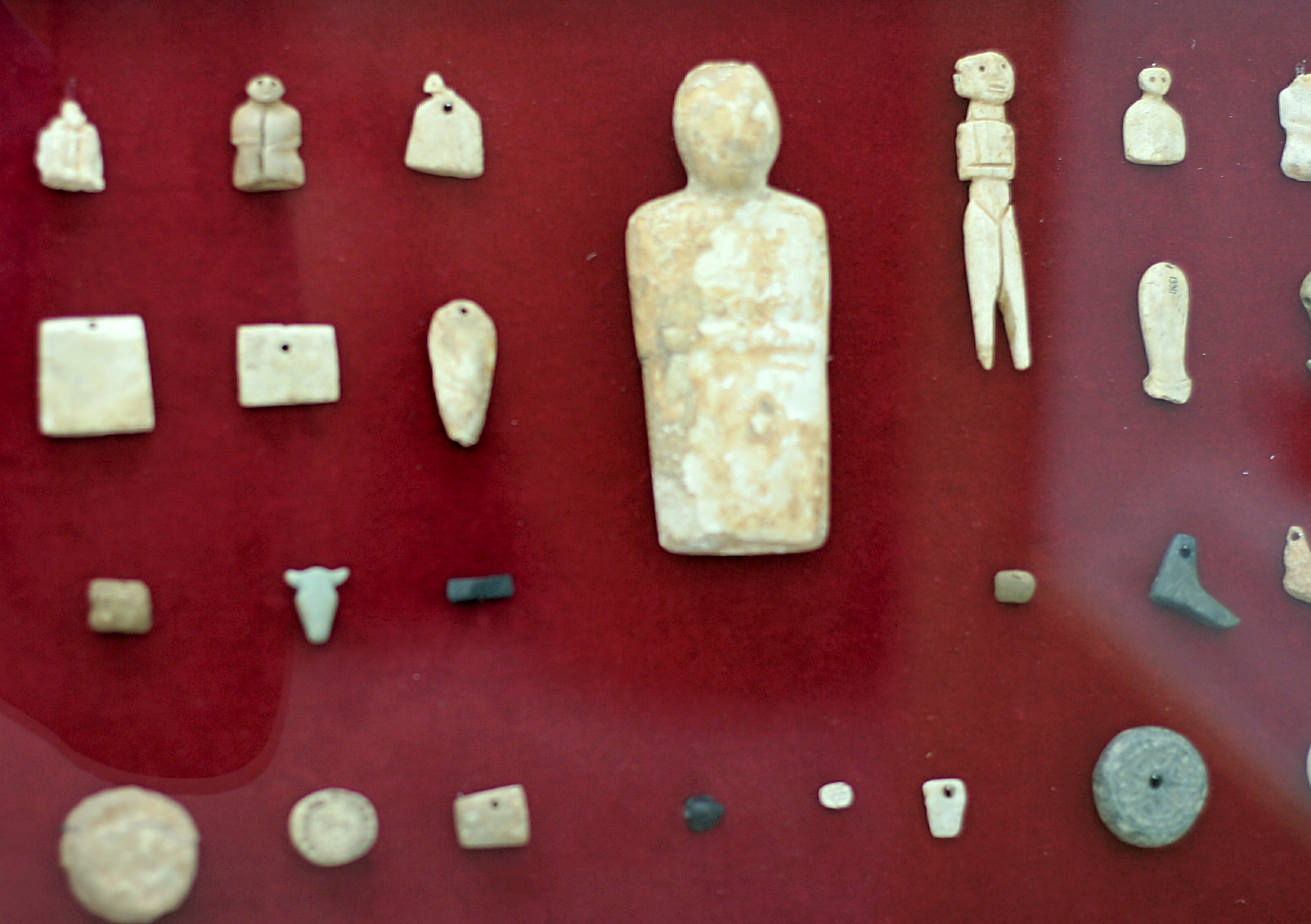
Figurillas minoicas halladas en la cueva de Agios Jarálambos, Museo Arqueológico de Agios Nikolaos.

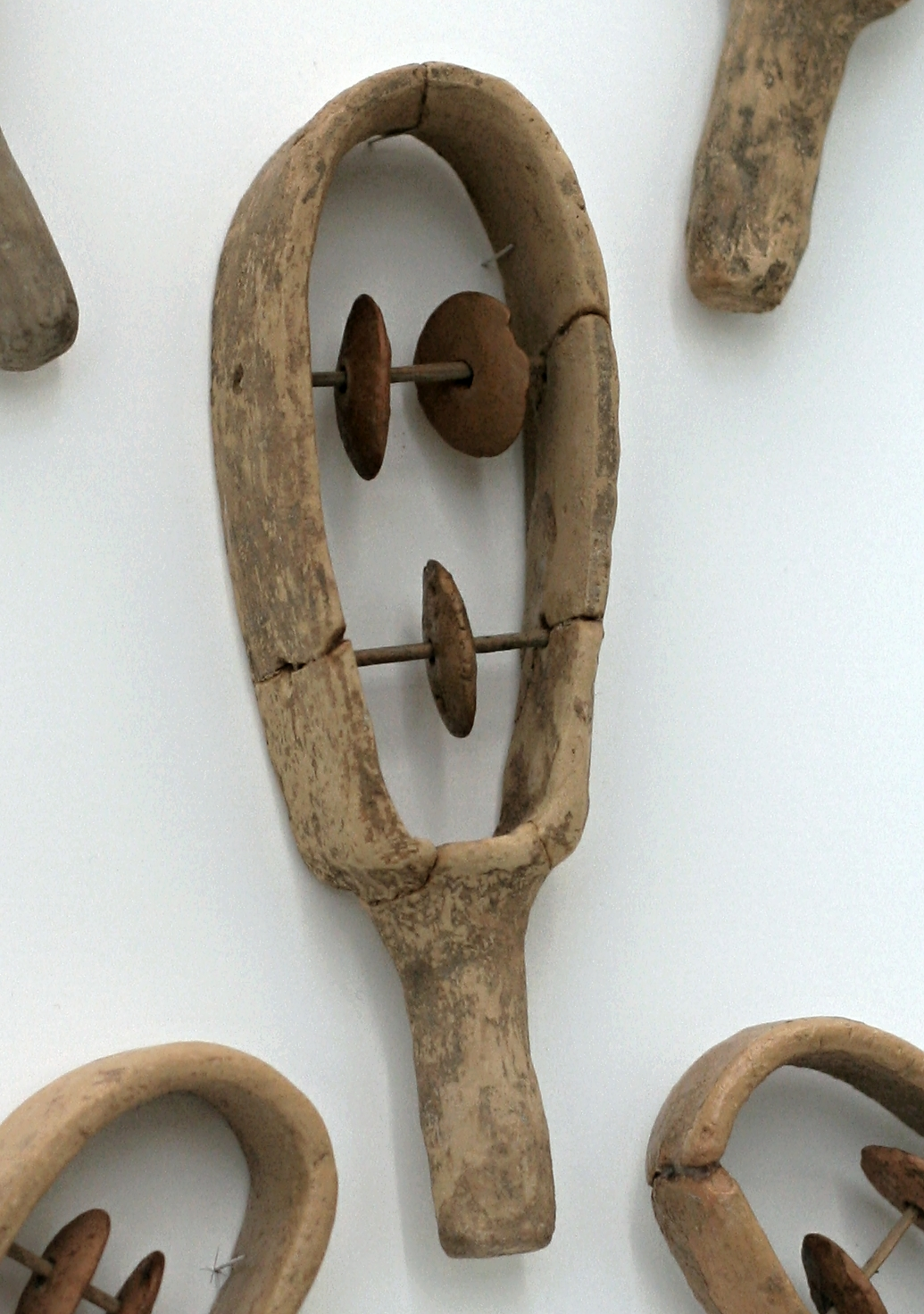
Sistro hallado en la cueva de Agios Jarálambos, Museo Arqueológico de Agios Nikolaos.

Cerca de este pueblo se halla una cueva donde fueron hallados restos arqueológicos pertenecientes a la civilización minoica. El lugar fue utilizado como un osario, cuyos restos óseos fueron depositados en el periodo minoico medio IIB. Por otra parte, algunos de los hallazgos indican que, antes de ser trasladados a esta cueva, estos huesos pertenecen a enterramientos primarios que abarcan una amplia época a partir del neolítico tardío.  
Los hallazgos de ajuares funerarios incluyen sistros, que evidencian contactos entre Creta y el Antiguo Egipto, además de cerámica, sellos, estatuillas, herramientas de piedra y de metal, armas y joyas.
Esta cueva fue excavada en una primera campaña entre los años 1976 y 1983 y posteriormente en otra entre 2002 y 2003.